# Sasso (Nogaredo)
Sasso è una frazione del comune di Nogaredo in provincia autonoma di Trento.

## Storia
Sasso è stato un comune italiano istituito nel 1920 in seguito all'annessione della Venezia Tridentina al Regno d'Italia. Nel 1929 è stato aggregato al comune di Villa Lagarina. Dal 1955 è frazione di Nogaredo.

## Monumenti e luoghi d'interesse

### Architetture religiose
- Chiesa di San Matteo Apostolo.